# Факула Крит
Факула Крит (лат. Crete Facula) — сравнительно небольшое яркое пятно (область) на поверхности самого большого спутника Сатурна — Титана.

## География и геология
Координаты — 9°24′ с. ш. 150°06′ з. д. / 9,4° с. ш. 150,1° з. д., максимальный размер — около 680 км. Находится по соседству с несколькими другими факулами: восточнее расположены факулы Тортола и Вис, юго-восточнее — Санторини, южнее — Кергелен, юго-западнее — Никобар и Оаху. Факула Крит была обнаружена на снимках, переданных космическим аппаратом «Кассини». Скорее всего имеет тектоническое происхождение.

## Эпоним
Названа в честь греческого острова Крит. Это название было утверждено Международным астрономическим союзом в 2006 году.